# TAR (поезд)
TAR — французский дизель-поезд. Производился совместно Францией и Бельгией в 1935—1939 году. Всего было построено 11 составов. Эксплуатировался как на региональных перевозках, так и на международных (Париж-Брюссель; Париж-Льеж; Париж-Амстердам). Последний поезд был выведен из эксплуатации в 1959 году.
Немецкая версия поезда — DRG 877.